# The Alibi
The Alibi (bra: Álibi; prt: O Álibi) é um filme batavo-estadunidense de 2006, do gênero comédia romântica, dirigido por Matt Checkowski e Kurt Mattilae, com roteiro de Noah Hawley.

## Sinopse
Dois funcionários de uma agência de álibis para maridos infiéis se envolvem no assassinato acidental cometido por um cliente numa sessão de BDSM com sua amante. Agora eles precisam livrar-se do problema — e do cliente.

## Elenco
- Steve Coogan como Ray Elliott
- Rebecca Romijn como Lola
- James Marsden como Wendell Hatch
- Selma Blair como Adelle
- James Brolin como Robert Hatch
- Sam Elliott como Mórmon
- John Leguizamo como Hannibal
- Terry Crews como Crazy Eight
- Jaime King como Heather Price
- Debi Mazar como Detetive Bryce
- Henry Rollins como Putty
- Deborah Kara Unger como Dorothy